# Marensí
El Marensí, (en occità: Marensin, en francès: Marensin) és un parçan o comarca d'Occitània situat a la Gascunya. La seva vil·la principal és Castèths. El Marensí històric es correspon amb les terres de l'antiga jurisdicció feudal gascona de la Baronia del Marensí.
Segons la proposta de divisió territorial d'Occitània del diari Jornalet, basada en l'obra de Frederic Zégierman Le Guide des pays de France, El Marensí estaria ubicat a la regió de la Gascunya, subregió de Landes i Labrit.
Oficialment, les comunes del Marensí estan adscrites administrativament al departament francès de les Landes (centre-oest), a la regió administrativa de Nova Aquitània.